# Catalauniscus bolivari
Catalauniscus bolivari is een pissebed uit de familie Trichoniscidae. De wetenschappelijke naam van de soort is voor het eerst geldig gepubliceerd in 1935 door Arcangeli.